# Иссерсон, Михаил Давыдович

Памятная доска на здании бывшей хирургической больницы.

Михаил Давыдович Иссерсон (15 марта 1874, Выборг — 6 октября 1955, Петрозаводск) — врач-хирург, доктор медицины, заслуженный врач Карело-Финской ССР, организатор специализированной хирургической и травматологических служб в Карелии

## Биография
Родился в Выборге, в семье земского врача, уроженца Белостока, коллежского советника Давида Марковича Иссерсона (1844—7.03.1915), который с начала 1880-х годов был земским врачом в Лодейном Поле Олонецкой губернии. 12 сентября 1882 года вместе с родителями принял православие.
Окончил Кронштадтскую классическую гимназию.
В 1892 г. арестовывался по делу убийства членами террористической организации своего товарища, был отпущен на свободу в связи с непричастностью к делам этой организации, однако несколько лет находился под негласным надзором полиции.
Закончил отделение естественных наук физико-математического факультета Петроградского университета, в 1898 году поступил на третий курс и в 1901 году окончил медицинский факультет Киевского Императорского университета со званием «лекарь с отличием». Во время учёбы работал в больнице для чернорабочих в Киеве, клинике профессора Кирилла Михайловича Сапежко.
В 1902 году пишет под руководством профессора А. И. Костневича первую научную работу «100 случаев воспаления червеобразного отростка слепой кишки».
Участвовал добровольцем в обороне Порт-Артура (был хирургом в полевом госпитале). Написал исследование «Цинга в осажденном Порт-Артуре».
В 1906—1908 годах работал заведующим хирургическим отделением в г. Балте Подольской губернии.
С 1908 года — заведующий хирургическим отделением Олонецкой губернской земской больницы в Петрозаводске.
Участвовал в организации фельдшерско-акушерской школы в Петрозаводске, был одним из её преподавателей. Под его руководством было построено в 1912 году здание новой хирургической больницы в Петрозаводске, в котором был организован первый в Олонецкой губернии рентгеновский кабинет.
В числе первых в стране осуществил ушивание перфорированной язвы желудка (1910), резекцию желудка по поводу рака желудка (1919), операцию на сердце по поводу огнестрельного ранения (1928) с благоприятным исходом.
Участвовал в Первой Мировой войне, пройдя путь от младшего врача до главного хирурга дивизионного лазарета.
С 1917 года — заведующий хирургической больницей в Петрозаводске. Член союза медиков с 1920 года.
В 1910, 1912, 1926 годах был направлен в командировки в Германию, Францию, Швейцарию, где изучал оперативную отоларингологию, урологию, эзофагобронхоскопию.
Член правления ВССС ассоциации хирургов.
Опубликовал работу «Травматизм в Карелии» по материалам филиала Центрального государственного травматологического института им. Р. Р. Вредена в Петрозаводске, директором которого с 1933 года он являлся.
В декабре 1929 года привлекался к общественному и уголовному суду (условно) за совершение религиозного обряда в советской больнице.
В 1933 году на базе хирургической лечебницы им был открыт филиал Центрального института переливания крови, главврачом которого впоследствии был с 1941 по 1952 гг. М. Д. Иссерсон.
Во время советско-финской войны на базе станции им был применен новый способ массовой заготовки донорской крови, способствовавший спасению многих раненых на войне бойцов Красной Армии.
В 1933 г. хирургическому отделению, а с 1935 г. — хирургической больнице в г. Петрозаводске было присвоено имя М. Д. Иссерсона.
С января 1935 г. — председатель бюро врачебной секции при обкоме союза Медсантруд, член ВЦИК Карельской АССР. Член правления Всесоюзной ассоциации хирургов. Председатель научного общества врачей Петрозаводска.
М. Д. Иссерсон являлся депутатом Верховного Совета Карельской АССР (1938), Верховного Совета Карело-Финской ССР (1940), членом Президиума ВС КФССР (1945).
Участвовал в Великой Отечественной войне в качестве военврача 1-го ранга (руководил станцией переливания крови в Беломорске).
С 1946 г. — председатель учёного совета при министерстве здравоохранения Карело-Финской ССР.
6 октября 1955 года скончался от тяжёлой и продолжительной болезни. Похоронен на кладбище «Пески» в Петрозаводске.

### Семья
- Дочь — Зинаида Михайловна Иссерсон (1909—1996), хирург, Заслуженный врач РСФСР (1960).
- Двоюродная сестра — скульптор Марина Давыдовна Рындзюнская (1877—1946)[10].

## Память
На здании бывшей хирургической больницы на улице Кирова, 21 в Петрозаводске, в которой он работал в 1912—1946 годах, открыта мемориальная доска в память о М. Д. Иссерсоне.
14 апреля 2021 года Администрация Петрозаводска присвоила наименование улица Михаила Иссерсона улице, расположенной от реки Неглинки до площади Ленинградское Кольцо.

## Научные труды
- Иссерсон М. Д. К лечению разлитого гнойного воспаления брюшины // Хирургия. — 1910. — № 16. — С. 606.
- Иссерсон М. Д. Скорбут в осажденном Порт-Артуре.

## Награды
- Орден Святой Анны 3 степени
- Орден Станислава 2-й степени
- Грамота ЦИК АКССР (15 июля 1935 г.)
- Отличник здравоохранения (1935)
- Заслуженный врач Карело-Финской ССР (22 ноября 1940 г.)
- Орден Красной Звезды (5 ноября 1941 г.)
- Медаль «За доблестный труд в Великой Отечественной войне 1941—1945 гг.» (6 июня 1945)
- Медаль «За победу над Германией в Великой Отечественной войне» (9 мая 1945 г.)
- Орден Трудового Красного Знамени
- Орден Ленина (1954)
- Почётная грамота Верховного Совета Карело-Финской ССР (1949)[11]